# Atelier 17
L'Atelier 17 est un atelier de gravure, fondé et animé par le peintre et graveur Stanley William Hayter.

## Historique
Quand Stanley William Hayter, né à Hackney (Londres) en 1901, se fixe à Paris en 1926, il travaille dans un atelier au 51, rue du Moulin-Vert, où il réalise plusieurs pointes sèches, aquatintes et gravures sur bois. En 1927, il fonde un atelier de gravure et s'installe villa Chauvelot dans un plus grand local.
En 1933, Hayter déménage son atelier au 17, rue Campagne-Première, cette adresse étant à l'origine du nom d'« Atelier 17 ».
En 1939, il quitte Paris pour Londres, puis pour les États-Unis. À New York, il donne en 1940 des cours de gravure sous le nom d'Atelier 17, à la New School Research. En 1945, il installe de façon indépendante l'Atelier 17 au 41 East 8th Street.
Rentré définitivement en France, Hayter rouvre l'Atelier 17 au 278, rue de Vaugirard, le déménage en 1954 à l'Académie Ranson, 7, rue Joseph-Bara, puis en 1961, au 77, rue Daguerre, en 1969 au 63, de la même rue et en 1977, au 10, rue Didot. Stanley William Hayter met au point dans les années 1960 l'impression par viscosité, fruit de plusieurs expérimentations avec la couleur et les matériels.
Enrique Zañartu (Paris, 1921-Paris, 2000) a codirigé l’Atelier 17 de New York entre 1944 et 1950, puis a recréé un second Atelier 17 parisien, de 1950 à 1959,.
À la mort de Hayter, en mai 1988, l'atelier prend le nom d'Atelier Contrepoint.

## Artistes ayant fréquenté l'Atelier 17
Sélection d'artistes ayant fréquenté l'atelier :
- Pierre Alechinsky
- George Ball
- Alain de La Bourdonnaye
- John Buckland Wright[6],[7]
- Alexander Calder
- Anita de Caro
- Marc Chagall[7]
- Guillaume Corneille
- Salvador Dalí[7]
- Max Ernst[6]
- Józef Hecht[6]
- Saito Juichi
- Willem de Kooning
- Riccardo Licata
- Eric Marsiam
- Henri Matisse[7]
- André Masson[6]
- Roberto Matta
- René Mels
- Joan Miró[7]
- Magdeleine Mocquot
- Robert Motherwell
- Nina Negri
- Claude Pelletier-Pigot
- Helen Phillips (avec qui Stanley William Hayter se marie en 1940)
- Pablo Picasso[7]
- Jackson Pollock
- Krishna Reddy
- Jean-Claude Reynal
- Jean-Paul Riopelle
- Mark Rothko
- Ono Shoïchi
- Ferdinand Springer
- Matsutani Takesada
- Yves Tanguy[6]
- Mariette Teisserenc
- Raoul Ubac
- Roger Vieillard
- Maria Elena Vieira da Silva
- Gérard Vulliamy
- Zarina
- Elisa Elvira Zuloaga[8]